# Sistema de teleféricos de La Paz

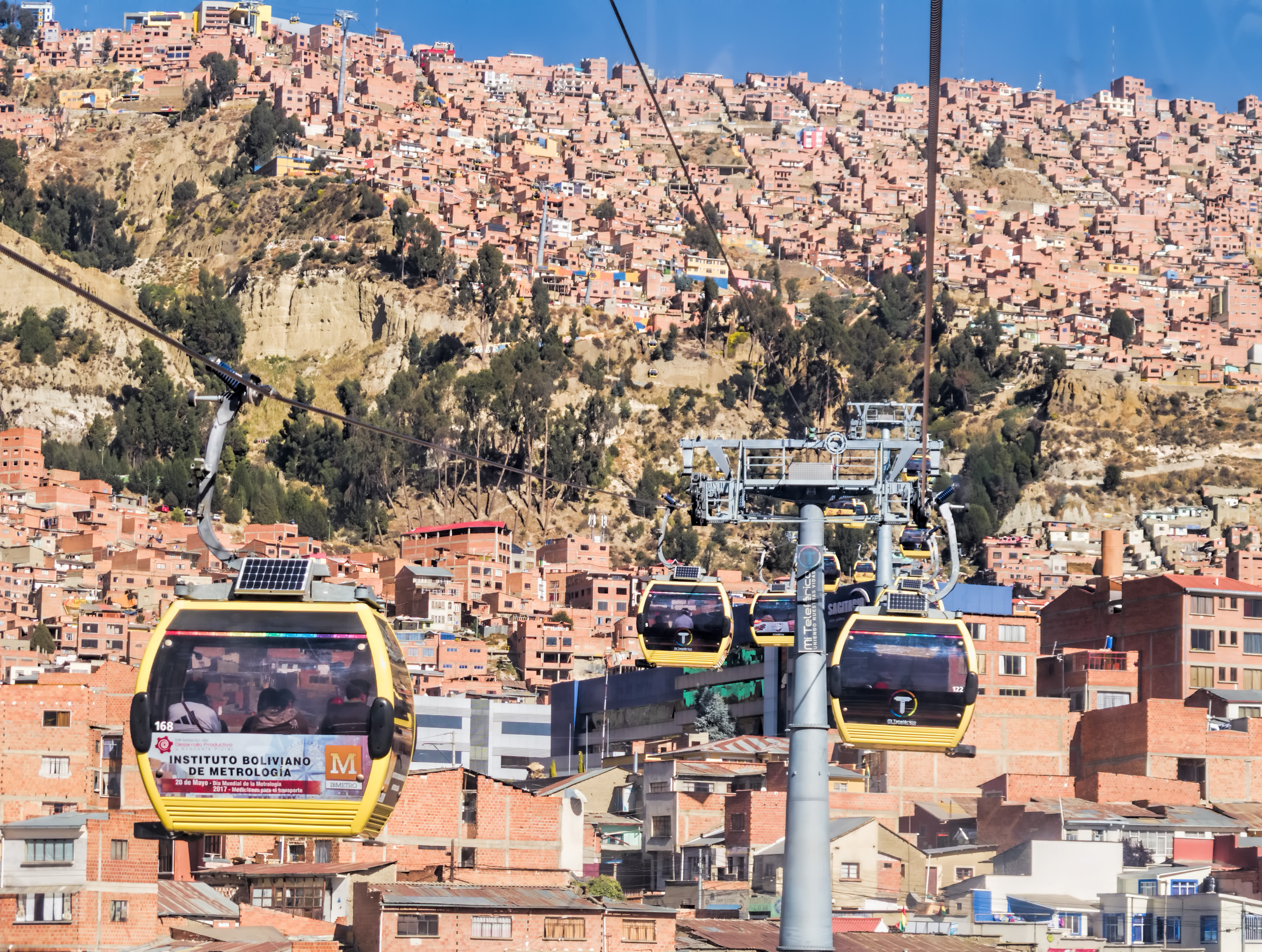
Sistema de teleféricos de La Paz em 2017.

No dia 20 de maio de 2014 foi inaugurada uma linha de teleférico entre as cidades de El Alto e La Paz, com um percurso de 2.664 m de extensão, que pode ser percorrido em 9 min e 50 s. Trata-se da linha vermelha, que tem condições de transportar até 18.000 passageiros por hora e liga a Avenida Panorâmica Norte em El Alto à Empresa Nacional de Ferrocarriles (ENFE), na zona norte de La Paz, passando pela sede da Yacimientos Petrolíferos Fiscales Bolivianos (YPFB) na Avenida Entre Ríos.
Está prevista também a construção das linhas:
- amarela que ligará a Ciudad Satélite em El Alto à Curva Holguín, passando por um ponto entre as avenidas Moxos y Buenos Aires e pela Avenida Méndez Arcos y Cervantes, no bairro de Sopocachi), terá 3.883 m e será percorrida em 13 min 5 s.

- verde que ligará a Curva Holguín a Las Cholas (no bairro de La Florida), passando por Alto Obrajes e pela Estação de Huanu Huanuni, terá 3.883 m e será percorrida em 16 min 5 s[1] [2].